# Takase-jinja

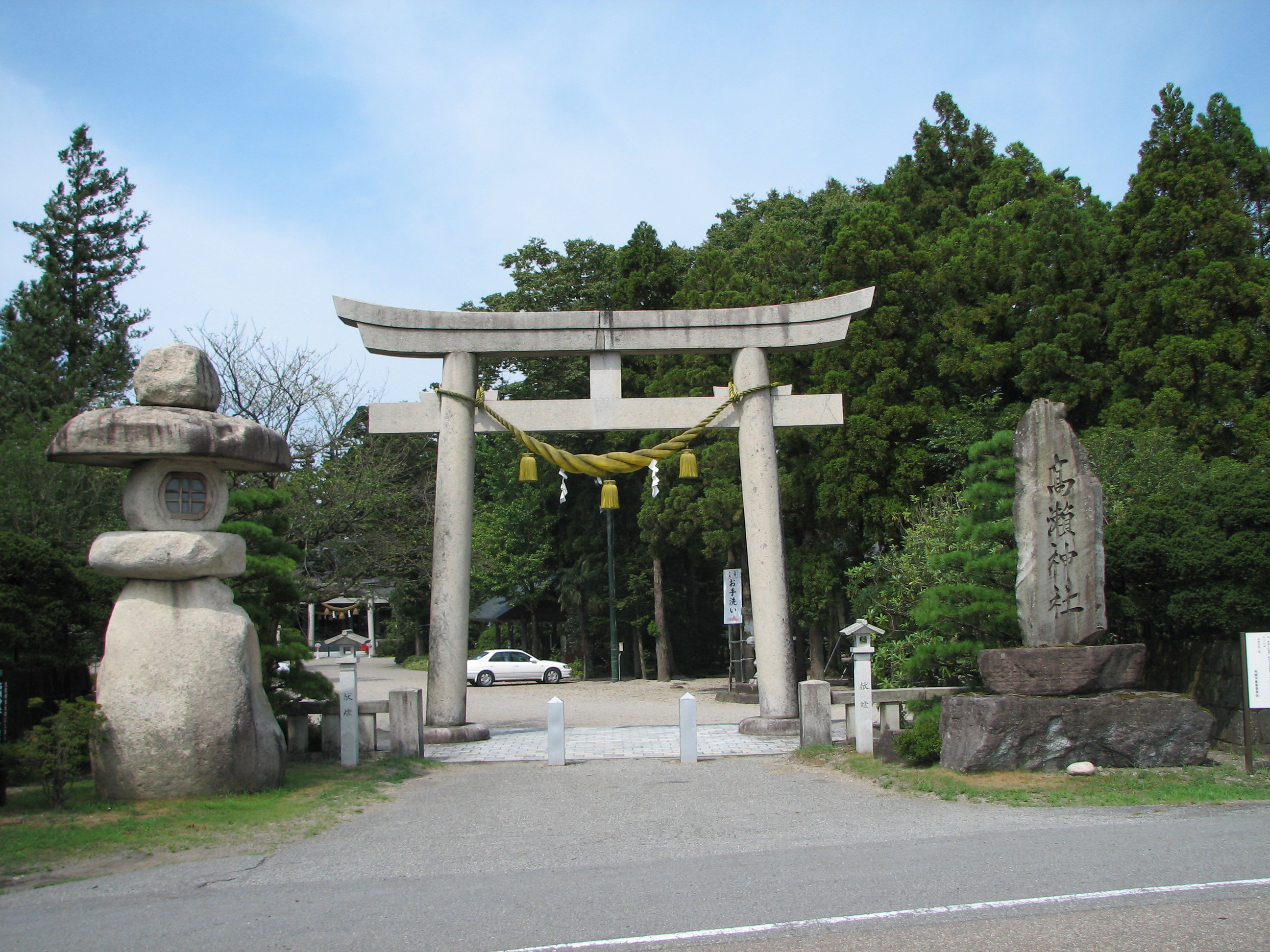
Torii : portail marquant l'entrée du sanctuaire Takase.

Le Takase-jinja (高瀬神社) est un sanctuaire shinto situé à Nanto dans la préfecture de  Toyama.

## Histoire
Le sanctuaire est établi au cours du règne de l'empereur Tenmu. Cet endroit est propre à la divinité shintō appelée Takase no kami ou Ōkuninushi (大国主).
Takase est le sanctuaire principal (ichinomiya) de l'ancienne province d'Etchū. Il compte aujourd'hui parmi les ichinomiya de la préfecture de Toyama.
Dans le système moderne de classement des sanctuaires shinto, Takase est classé parmi les sanctuaires d'importance nationale de troisième rang ou kokuhei shōsha (国幣小社).